# AR Fox
Thomas James "TJ" Ballester (nacido el 5 de septiembre de 1987), más conocido por su nombre en el ring AR Fox, es un  luchador profesional, conocido por su trabajo en promociones como Combat Zone Wrestling (CZW), Dragón Gate USA, y Evolve. Fox también trabajó para Dragon Gate en Japón, Full Impact Pro (FIP), donde ganó la Jeff Peterson Memorial Cup 2011 y Pro Wrestling Guerrilla (PWG). Actualmente también se desempeña como entrenador principal de la escuela de lucha WWA4 en Atlanta, Georgia .

## Campeonatos y logros
- AAW: Professional Wrestling Redefined
  - AAW Heritage Championship (1 vez)[1]
  - AAW Tag Team Championship (2 veces) – con Myron Reed (1) y Rey Fenix (1)[2]

- Chile Lucha Libre
  - CLL International All Star Championship (1 vez)[3]
  - Torneo Sala de Campeones (2013)[4]

- Combat Zone Wrestling
  - CZW World Junior Heavyweight Championship (1 vez)[5]
  - CZW Wired TV Championship (3 veces)[5]
  - CZW World Junior Heavyweight #1 Contendership Tournament (2011)
  - Queen and King of the Ring (2013) – con Athena
  - Best of the Best 11 People's Choice Award (2012)

- Dragon Gate USA
  - Open the United Gate Championship (1 vez) – con Cima

- Dreamwave Wrestling
  - Dreamwave Alternative Championship (1 vez)[6]

- Evolve
  - Evolve Championship (1 vez)
  - Evolve Tag Team Championship (1 vez) - con Leon Ruff[7]
  - Evolve Championship Tournament (2013)
  - Style Battle Tournament (2011)[8]

- Fight The World Wrestling
  - FTW Heavyweight Championship (1 vez)

- Full Impact Pro
  - Jeff Peterson Memorial Cup (2011)

- Insanity Pro Wrestling
  - IPW Junior Heavyweight Championship (1 vez)[9]

- Legacy Wrestling
  - Legacy Heavyweight Championship (1 vez)[10]

- Lucha Underground
  - Lucha Underground Trios Championship (1 vez) – con Killshot & The Mack

- Pro Wrestling Illustrated
  - PWI lo ubicó en el puesto #94 de los 500 mejores luchadores individuales en el PWI 500 en 2014[11]

- Pro Wrestling Revolver
  - PWR Scramble Championship (1 vez)[12]

- Rockstar Pro Wrestling
  - Tournament of Flight (2017)[13]

- Southern Wrestling Association
  - SWA Tag Team Championship (1 vez) – con Moose[14]
  - Rhymer Cup (2015) – con Moose[14]

- WrestleCircus
  - WC Sideshow Championship (1 vez)[15]

- Other accomplishments
  - Wrestling World Championships Cruiserweight Tournament (2016)[16]